# Nickelodeon
Nickelodeon (comúnmente abreviado como Nick) es un canal de televisión por suscripción infantil y juvenil estadounidense propiedad de Paramount Skydance Corporation. Está dirigido principalmente a los preadolescentes y adolescentes.
Nickelodeon apareció en 1977 como simplemente Canal C-3 o Pinwheel, y no adquiriría el nombre Nickelodeon hasta dos años después. Desde 1984, Nickelodeon comparte su frecuencia con Nick at Nite, que transmite durante las horas intermedias destacadas, y cuenta con comedias divertidas de programación en horario estelar junto con algunas series originales y películas como canal independiente de Nickelodeon por AC Nielsen Co. para fines de calificación. Ambos servicios a veces se denominan colectivamente como "Nickelodeon / Nick at Nite", debido a su asociación común como dos canales individuales que comparten un único espacio de canal. Desde 2006, Nickelodeon ha sido dirigido por Cyma Zarghami como presidenta y directora ejecutiva del canal, hasta que renunció en 2018, siendo reemplazada eventualmente por Brian Robbins.
A diciembre de 2023, Nickelodeon está disponible para aproximadamente 70 millones de hogares con televisión de pago en los Estados Unidos, cifra muy inferior a su pico de 101 millones de hogares en 2011.

## Historia

### Pinwheel y Expansión a nivel nacional (1977-1984)
Nickelodeon se remonta al 1 de diciembre de 1977 cuando fue fundado por Vanessa Coffey Mary Harrington gracias a QUBE (un sistema de televisión por cable que ofrecía diferentes canales de televisión). Uno de los canales especializados a disposición de los suscriptores del sistema QUBE era The Pinwheel Network, un canal para niños. Pinwheel fue relanzado como Nickelodeon el 1 de abril de 1979. A pesar de su historia previa en el sistema QUBE bajo el nombre de Pinwheel, Nickelodeon ha designado a 1979 como el año de lanzamiento oficial del canal de forma independiente. El canal comenzó a transmitir en varios sistemas de cable Warner, desde Búfalo (Nueva York) y se expandió rápidamente su acceso público. Originalmente era un canal de cable sin comerciales, transmitiendo muestras (que funcionó inicialmente de 10 a. m. a 10 p. m. ET de lunes a viernes y de 9 a. m. a 8 p. m. ET los fines de semana) que incluyó Video Comic Book y PopClips, además de otros programas como America Goes Bananaz; Niquel Flicks y By the Way. En 1980, se agregaron nuevos programas a la alineación, incluyendo Dusty's Treehouse, First Row Features; Special Delivery; What Will They Think Of Next?; Livewire y Hocus Focus.

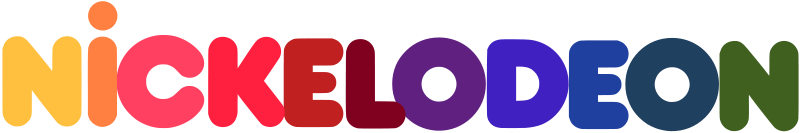
Tercer logo de Nickelodeon, usado desde 1981 hasta octubre de 1984.

En el primer logotipo del canal se mostraba a un hombre que mira sobre una máquina de Nickelodeon que tenía una N en el medio. A medida que el canal se despedía por la noche, Canal Star (más tarde llamado The Movie Channel en noviembre de 1979) se haría cargo del espacio de canal. El segundo logo tenía la palabra "Nickelodeon". El tercer logo era un pinball de plata con el título de "Nickelodeon" en multicolor.
La primera serie popular de Nickelodeon fue You Can't Do That on Television, una serie de Canadá estilo comedia que hizo su debut en Estados Unidos a finales de 1981. El 12 de abril de 1981, el canal movió sus horas de programación a 8 a. m. a 9 p. m. ET, en este punto, The Movie Channel se convirtió en un canal independiente de 24 horas separado y Nickelodeon empezó a pasar su espacio de canal a la "Alpha Repertory Television Service" (ARTS). En 1983, Warner-Amex Satélite Entertainment, comenzó a expandirse y separó a Nickelodeon y otros dos canales. Con el fin de aumentar los ingresos, Nickelodeon comenzó a aceptar la suscripción corporativa para su programación.
El slime verde originalmente apareció en You Can't Do That on Television, para luego ser adaptado por el canal como una característica primordial de muchos de sus shows, incluyendo Double Dare. En los primeros años, otros programas como Livewire, Standby: Lights, Camera, Action, The Third Eye, Mr. Wizard's World y Space Star fueron parte de horario regular de Nickelodeon.

### Recuperación en la televisión (1984 - 1990)
El canal luchó desde el principio, después de haber perdido $10 millones de dólares en 1984, principalmente debido a la falta de programas de éxito como el fracaso de Against the Odds y Going Great, y terminó en el último lugar entre los canales de cable. Después de despedir a su personal anterior, el presidente de los canales asociados a MTV Robert Pittman volvió con Fred Seibert y Alan Goodman, quienes juntos crearon los hits de MTV ID's unos años antes, para dar un nuevo impulso a Nickelodeon. La empresa Seibert y de Goodman, "Fred/Alan" (ahora Frederator Studios), se asoció con Tom Corey y Scott Nash de la empresa de publicidad Corey McPherson Nash para sustituir el logotipo de "Pinball", con un "splat orange" logo con el nombre de "Nickelodeon", escrito con el tipo de letra Balloon, que se utiliza en cientos de diferentes variaciones de los últimos 25 años. "Fred/Alan" también contó con la ayuda de los animadores, escritores, productores del grupo The Jive Five para crear nuevos ID's para el canal. Dentro de los seis meses siguientes al cambio de marca, Nickelodeon se convertiría en el canal dominante en la programación infantil y se mantuvo así durante 26 años, incluso en medio de la creciente competencia en los últimos años a partir de otros niños orientado a canales de cable como Disney Channel, Discovery Kids, Fox Kids, y Cartoon Network. El mismo año de los cambió en la marca, Nickelodeon comenzó a aceptar la publicidad tradicional. También comenzó a promover a sí mismo como "The First Kids' Network", debido a su estatus como el primer canal de televisión estadounidense destinado a los niños.
En enero de 1985, A&E termina con su asociación con Nickelodeon, y este se convirtiera en un canal propio de 24 horas de duración. A&E realizó un bloque nocturno de a prueba que funcionaba dentro de la programación de Nickelodeon por las noches. En julio de ese mismo año, Nickelodeon añade un nuevo bloque nocturno llamado Nick at Nite, y se convirtió en un servicio de 24 horas. Ese mismo año, American Express vendió su participación en Warner-Amex a Warner Communications, en 1986, Warner volvió a MTV Networks como una empresa privada, y se vende a MTV, RTS, Nickelodeon y el nuevo canal VH1 a la red de Viacom por un total de $685 millones de dólares. En 1988, Nick sacó al aire la primera edición de los Nickelodeon's Kid's Choice Awards (anteriormente conocido como The Big Ballot) e introdujo un nuevo bloque llamado Nick Jr., que es destinado para los niños en edad de preescolar. Nick Jr. se hizo para reemplazar al ex bloque preescolar de Nickelodeon, Pinwell.

### Éxito en los años 90 y 2000 (1990 - 2009)

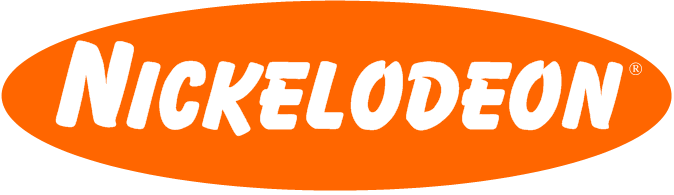
Cuarto logo de Nickelodeon

En 1990, Nickelodeon abrió Nickelodeon Studios, un estudio de televisión ubicado en Universal Studios Florida de Orlando, donde fueron filmadas muchas de sus comedias y espectáculos de juegos, y entró en una comercialización conjunta de varios millones de dólares de acuerdo con la cadena de restaurantes internacionales Pizza Hut, que siempre entregaban las ediciones de Nickelodeon Magazine de forma gratuita por más de tres años. Durante el periodo de los noventa también se estranaron diversas series de acción en vivo, tales como Are You Afraid of the Dark? (con temática de terror), Clarissa Explains It All (la primera del canal con un protagónico femenino), Las aventuras de Pete y Pete (que inició como una serie de cortos y luego pasó al formato de serie regular) y All That (con un formato parecido al de Saturday Night Live). En 1991, el canal desarrolló su primera serie de dibujos animados, Doug, Rugrats y Ren y Stimpy; estas series serían conocidas como Nicktoons, siendo estrenadas el 11 de agosto de 1991. El canal se había negado a producir series de animación cada semana debido al alto costo. Los tres Nicktoons encontraron el éxito en 1993, dándole resultado a Nickelodeon producir la cuarta serie animada La vida moderna de Rocko, que también fue un éxito. Más tarde, se asoció con Nickelodeon, Sony Wonder, liberando mejores cintas de vídeo de venta de la programación del canal hasta 1997. Doug y The Ren & Stimpy Show cesarían su producción de episodios en esos años, pero aun así se transmitirían repeticiones hasta alrededor de 2001. Sin embargo, Doug encuentra el éxito unos años más tarde, cuando ABC compró los derechos de la serie para transmitirla en Disney Channel los sábados por la mañana, tendiendo más éxito que en el canal original. Rugrats, por su parte, regresó del hiato en el 9 de mayo de 1997 (reestrenos continuaron al aire hasta ese punto).
En 1992 Nickelodeon enterró una cápsula del tiempo en los estudios Nickelodeon Orlando, la cápsula esta actualmente en el Nickelodeon Hotel Resorts, debido a la compra por parte de otra empresa de las instalaciones de dichos estudios. La cápsula contiene alrededor de veinte objetos, entre los que se encuentran: una gorra, una playera de los personajes de la famosa serie Ren y Stimpy, un par de patines de la época, un paquete de Twinkies, unos tenis Reebok, un lápiz, dos películas en formato VHS, una patineta, un par de discos de música, una muñeca Barbie, entre otros. Dicha cápsula del tiempo será abierta 50 años después de su entierro, es decir, en el año 2042.
El 15 de agosto de 1992, el canal extendió el horario los sábados desde las seis de la mañana hasta las diez de la noche, con el bloque de televisión llamado SNICK, emitiéndose series populares como Are You Afraid of the Dark?, Clarissa Explains It All, All That, El show de Amanda y Kenan & Kel; en 2004 dicho bloque fue renombrado como TEENick -cuyo debut original fue en el 2000-, el bloque de la noche del sábado continúa hoy sin un nombre de bloque oficial (aunque Night of Premieres y "Gotta See Saturdays" se han utilizado para los programas de sábado por la noche del canal en los últimos años), la marca TEENick, con su ortografía alterada para TeenNick, ya que se ha utilizado en el canal hermano de Nickelodeon antes conocido como The N. En junio de 1993, Nickelodeon reanudó su marca en la revista Nickelodeon. En marzo de 1993, el canal contó con la ayuda de los espectadores a encontrar nuevas formas para mostrar su logotipo naranja icónica y para sus promociones de televisión, y los resultados finales (que incluían el logo en 3D y en forma de una gorra, un globo, una mancha, un cohete y un top, entre otras formas) comenzó a transmitir, junto con el nuevo paquete de presentación del canal, en junio de 1993. El éxito del bloque del sábado en horario estelar llevó a Nickelodeon a expandir su programación en horario estelar entre semana, de 1996, mediante la ampliación de su día de la difusión de las 8:30 p. m. ET (y que luego se extendió a las 9 p. m. ET 1998-2009) el domingo a viernes por la noche.

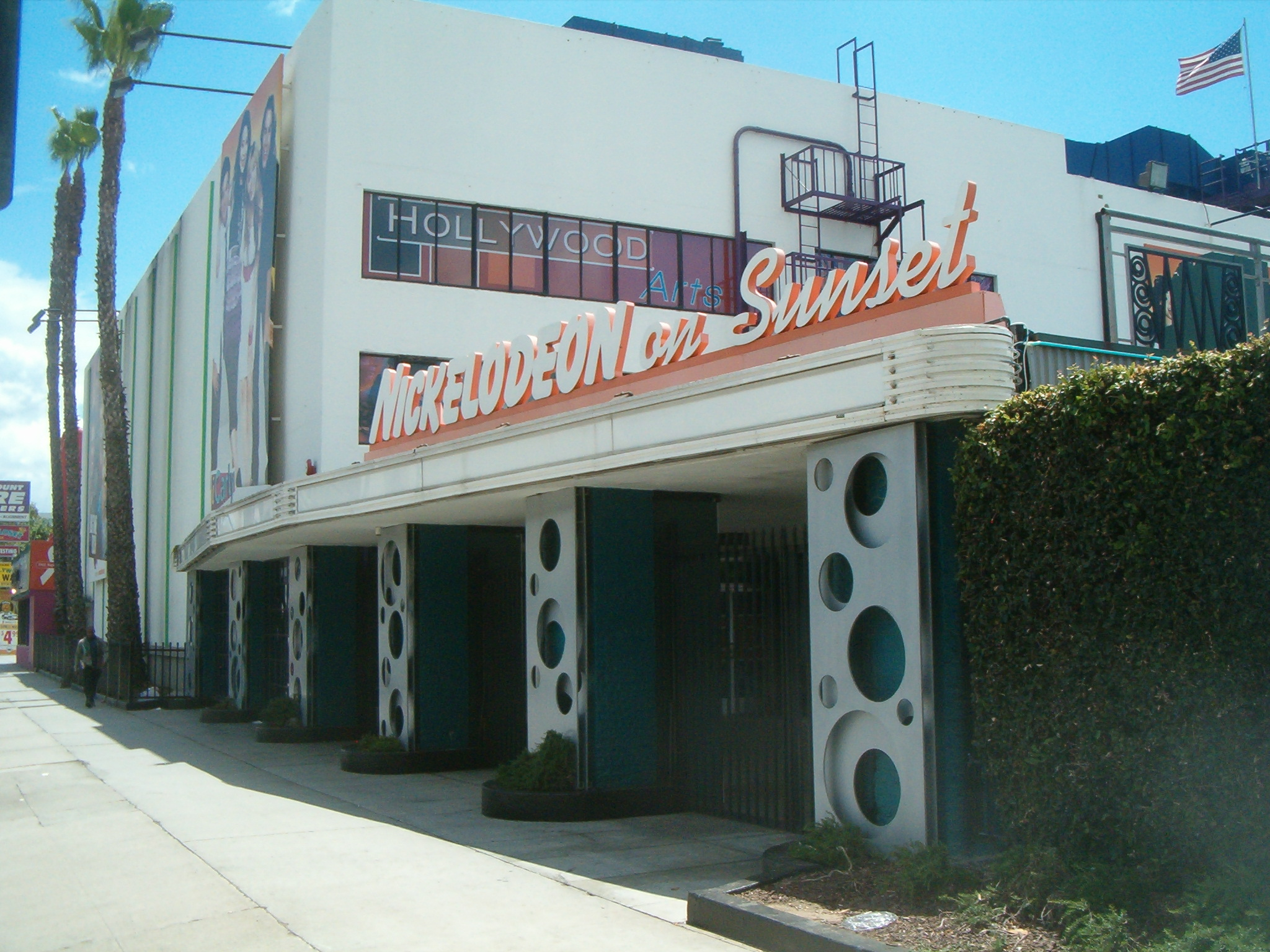
Nickelodeon on Sunset, lugar en donde se filman series de acción real del canal.

En 1994, Nickelodeon lanza "The Big Help", que dio lugar a un programa de spin-off de "The Big Green Help" en 2007, el programa está destinado a fomentar la actividad y la preservación del medio ambiente por parte de los niños. Ese mismo año, Nickelodeon eliminó You Can't Do That on Television de su programación después de una carrera de 13 años y, posteriormente, presentó un nuevo programa de comedia, All That. Durante muchos años, hasta su cancelación en 2005, All That lanzó las carreras de muchos actores y actrices como Drake Bell, Kenan Thompson, Amanda Bynes y Jamie Lynn Spears. El productor ejecutivo de la serie, Dan Schneider, pasaría a crear y producir numerosas series de éxito para Nickelodeon incluyendo a Kenan & Kel, El Show de Amanda, Drake & Josh, Zoey 101, iCarly, Victorious, Sam & Cat, Henry Danger y Game Shakers. Asimismo, en 1994, Nickelodeon debutó otra serie animada Aaahh! Real Monsters, la serie finalmente encontraría el éxito en 1996. En octubre y diciembre de 1994, Nickelodeon vendió episodios temáticos de Halloween y Navidad de sus Nicktoons a través de la sindicación a los mercados locales en los Estados Unidos, con el entonces nuevo ex relativa corporativa, Paramount Domestic Television (ahora CBS Television Distribution). En 1998, Rugrats: La película - Aventuras en pañales se estrenó en los cines; la película logró recaudar más de $100 millones de dólares en los Estados Unidos y se convirtió en la primera película de animación de Nickelodeon Movies en ganarle a Disney por recaudar más dinero. Luego, en mayo de 1999, el canal estrenó la serie animada Bob Esponja, que se convirtió rápidamente en una de las Nicktoons más populares en la historia del canal, y ha seguido siendo muy popular hoy en día, ocupando el lugar de la serie con más audiencia en el canal desde el año 2000.
En marzo de 2004, Nickelodeon y Nick at Nite se separaron en el horario estelar y Nielsen calificaciones totales del día, debido a la diferente programación, los anunciantes y audiencias entre los dos servicios, esta controversia causada por los ejecutivos de cable creyendo en las manipulaciones por más audiencias, dado que Nick at Nite día a día fue ocupando una fracción de horario total en Nickelodeon. Nickelodeon y Nick at Nite respectivamente, ocupaban dos partes de audiencia del día, aunque Nickelodeon sólo está clasificado para las votaciones durante el día, lo que es debido a un fallo de Nielsen en julio de 2004, que las redes tienen programas para el 51% o más de una parte diario para calificar para las calificaciones para una franja horaria determinada.
Nickelodeon Studios cerró sus puertas en 2005 y se convirtió en Blue Man Group Sharp Aquos Theatre en 2007, Nickelodeon ahora graba sus series de acción en vivo en Nickelodeon on Sunset (antes el Earl Carroll Theatre) en Hollywood, California y otras instalaciones de estudio en Hollywood y en otros lugares. En 2005 Nickelodeon estrena la serie Avatar: la leyenda de Aang creada por Michael Dante DiMartino y Bryan konietzko, y se convierte desde su estreno en una serie hit, obteniendo altas mediciones de índice de audiencia. En 2007, Nickelodeon comenzó el desarrollo de un acuerdo de cuatro años con Sony Music para producir series de temática musical para el canal, y ayudar a financiar y lanzar álbumes en conjunto con la etiqueta atada a shows de Nickelodeon y producir canciones originales de los programas a ser lanzados como singles. La única serie producida por dicha sociedad, que le dio luz verde, fue Victorious, y debutó en 2010, a pesar de un éxito semejante de comedia en temática musical, Big Time Rush que debutó el mismo año cuenta con una asociación similar con Columbia Records, aunque Columbia sólo está involucrado con la música de la serie, Sony Music se involucró con la mitad de la producción de ese programa a través de su primera temporada. Big Time Rush pronto, después de menos de un mes en el aire, se convirtió en una exitosa serie, obteniendo 6.8 millones de espectadores para su estreno el 18 de enero de 2010 y estableciendo un nuevo récord para la mayor audiencia de una serie de acción real en la historia del canal.

### Nueva imagen y recepción a la crítica (2010-2015)

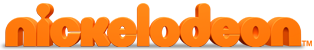
Logotipo de Nickelodeon desde 2009

Nickelodeon anunció en febrero de 2009 que Noggin y The N cambiarían de nombres como Nick Jr. y TeenNick para que ambos bloques tuvieran su propio canal asociados con Nickelodeon. El 2 de febrero de 2009, Nickelodeon suspendió los bloques TEENick y Nick Jr., aunque la programación ofrecida dentro de los bloques se mantuvo. Nickelodeon, más tarde, anunció la cancelación de Revista Nickelodeon. En julio de 2009, Nickelodeon decidió cambiar el logo, luego de 25 años, también cambió los gráficos y las promociones, también, salen a partir de ese mes, DVD's de Nickelodeon, el servicio australiano y Nickelodeon Animation un festival de ese año, con la intención de crear un aspecto unificado que mejor se puede transmitir a través de todos los canales infantiles de MTV Networks.
El 28 de septiembre del mismo año, el nuevo logotipo se estrenó en Nickelodeon y en Nick at Nite, junto con la nueva marca TeenNick, Nick Jr. y Nicktoons (anteriormente The N, Noggin y Nicktoons Network, respectivamente) canales en diferentes versiones personalizadas para los propósitos unificados, un nuevo logotipo para Nickelodeon Productions también comenzó a ser utilizado en los créditos finales etiquetadas en los shows de Nickelodeon, incluso en episodios emitidos antes del nuevo logo entró en vigor (etiquetas de créditos finales de los programas al aire en TeenNick, Nick Jr. y algunos espectáculos en Nicktoons.
Durante los días previos a los 2010 Kids' Choice Awards y los 2011 Kids' Choice Awards, el logotipo cambió hasta su transmisión, el logotipo tenía diseño de un fondo dirigible para que coincida con el premio que se otorga a cabo en la feria, y comenzando la semana del 7 de septiembre de 2010, el logo fue formado por un diseño plaf (al estilo del logotipo de 2006 a 2009) en el error de programación en pantalla en los nuevos episodios de la serie original. El nuevo logotipo fue adoptado en el Reino Unido el 15 de febrero de 2010, en España el 19 de febrero de 2010, en Asia, el 15 de marzo de 2010, y en Latinoamérica el 5 de abril de 2010.
El bloque "Nickelodeon en ABS-CBN" de ABS y CBN en Filipinas, adoptó el logotipo renombrado el 26 de julio de ese mismo año. El 2 de noviembre de 2009 se lanzó una versión canadiense de Nickelodeon, en asociación entre Viacom y Corus Entertainment (propietarios de YTV, que ha emitido programas de Nick durante varios años, y continuará a hacerlo), y como resultado, las versiones de Nickelodeon ya existen en la mayoría de Norteamérica.

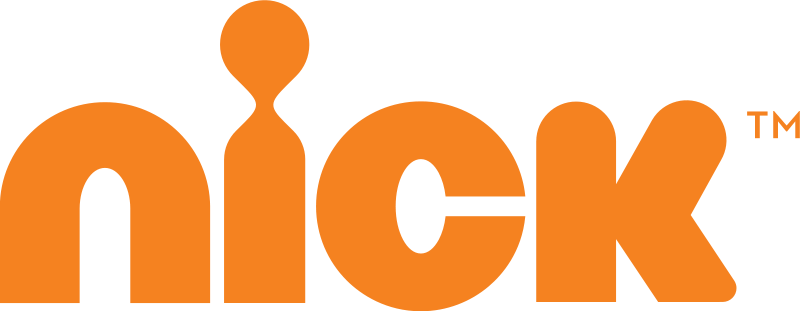
Logotipo actual abreviado

El 12 de mayo de 2010, Nick llegó a un acuerdo con Haim Saban (que a principios de ese mes había vuelto a comprar los derechos de Power Rangers a la franquicia de The Walt Disney Company), Nickelodeon acordó transmitir una decimoctava temporada de la serie, y la producción se reanudó a finales de 2010. El nuevo espectáculo, Power Rangers Samurai, debutó el 7 de febrero de 2011; como parte del acuerdo, Nickelodeon también planeaba sacar al aire, 700 episodios existentes de la serie en el canal de cable Nicktoons ese año.
El 1 de enero de 2011, Nickelodeon debutó House of Anubis, una serie basada en el show original de Nickelodeon en Países Bajos La casa de Anubis, que se convirtió en la primera serie con guion original, que se emitió en una franja de lunes a viernes (similar a un formato de novela) y la primera serie original producida por el buque insignia de Nickelodeon en los Estados Unidos que se produce fuera de Norteamérica, que debutó con más de 2.4 millones de espectadores. Nickelodeon coprodujo nuevas temporadas de Winx Club, comenzando con un especial de una hora que se estrenó el 27 de junio de ese mismo año. En 2011 y 2012, se vio el inicio de la caída de audiencias en Nickelodeon, aunque también en el mismo año, Nick se llevó el primer lugar en audiencias. Sin embargo, su racha de 17 años como el canal de cable de mayor audiencia en día fue roto por Disney Channel durante ese año. El 3 de agosto de 2013, se estrenó Rabbids Invasion una serie basada en el juego Rabbids. La serie es producida por Nickelodeon en coproducción con Ubisoft. El 1 de enero de 2014, Nickelodeon estreno su primera serie del año, llamada Every Witch Way, una serie basada en la novela original de Nickelodeon Latinoamérica llamada Grachi. Un mes después, estrena Breadwinners la primera serie animada del año, el 17 de febrero del mismo año.
El 1 de enero de 2011, Nickelodeon debutó House of Anubis, una serie basada en el show original de Nickelodeon en Países Bajos La casa de Anubis, que se convirtió en la primera serie con guion original, que se emitió en una franja de lunes a viernes (similar a un formato de novela) y la primera serie original producida por el buque insignia de Nickelodeon en los Estados Unidos que se produce fuera de Norteamérica, que debutó con más de 2.4 millones de espectadores. Nickelodeon coprodujo nuevas temporadas de Winx Club, comenzando con un especial de una hora que se estrenó el 27 de junio de ese mismo año. En 2011 y 2012, se vio el inicio de la caída de audiencias en Nickelodeon, aunque también en el mismo año, Nick se llevó el primer lugar en audiencias. Sin embargo, su racha de 17 años como el canal de cable de mayor audiencia en día fue roto por Disney Channel durante ese año. El 3 de agosto de 2013, se estrenó Rabbids Invasion una serie basada en el juego Rabbids. La serie es producida por Nickelodeon en coproducción con Ubisoft. El 1 de enero de 2014, Nickelodeon estreno su primera serie del año, llamada Every Witch Way, una serie basada en la novela original de Nickelodeon Latinoamérica llamada Grachi. Un mes después, estrena Breadwinners la primera serie animada del año, el 17 de febrero del mismo año.

### Nuevas series, incremento de audiencia y futuros planes (2016-presente)
En 2014, Nickelodeon confirmó hacer una serie de televisión basada en la película estrenada en 2003, School of Rock. El canal confirmó 13 episodios para su primera temporada, la cual se estrenó el 12 de marzo de 2016. En el up-front de 2014, se confirmó que el canal reviviría la serie de juegos Legends of the Hidden Temple para una película de televisión. La película fué protagonizada por Isabela Moner, quien actuó como personaje principal en la serie 100 Things to Do Before High School y se estrenó el 26 de noviembre del mismo año.
Durante el up-front de la futura programación de Nickelodeon para el año 2016, se anunció la serie The Loud House, que al principio iba a consistir sobre la vida de una familia de 10 conejos, siendo 9 hembras y 1 macho. Sin embargo, el creador de la caricatura replanteó la trama y se reemplazó a los conejos por humanos. La trama final gira en torno a un niño llamado Lincoln Loud, quien vive rodeado de sus 10 hermanas. The Loud House se estrenó el 2 de mayo de 2016 y esto favoreció a Nickelodeon, volviendo al primer lugar de audiencia infantil en Estados Unidos. The Loud House se convirtió en la serie número 1 en niños de 6 a 12 años en lo que va del 2016. El 25 de mayo de 2016, Nickelodeon renovó la caricatura para una segunda temporada. Durante los primeros meses de su emisión, Cyma Zarghami anunció que The Loud House obtenía la audiencia más alta del canal en contraste con el resto de programación del canal, desbancando a Bob Esponja.
El canal incrementó en menor medida su audiencia gracias las series Henry Danger, The Thundermans, The Loud House y SpongeBob SquarePants. El 2 de marzo de 2017, Nickelodeon presentó anunció nuevas series, temporadas y otras novedades, incluyendo 2 series derivadas. Una de ellas es Rise of the Teenage Mutant Ninja Turtles, en diseño 2D y con 26 episodios ya confirmados, la cual en sí es una continuación de la serie Teenage Mutant Ninja Turtles estrenada en 2012. También, debido al éxito de Henry Danger, se confirmó una serie animada basada en los personajes llamada The Adventures of Captain Man & Kid Danger, con un total de 10 episodios. Amusement Park, Pinky Malinky, Glitch Techs y Welcome to the Wayne se han confirmado como nuevas series, de igual manera. Algunas de las comedias estreno confirmadas serán Lip Sync Battle Shorties, I'm Franky y Hunter Street.

## Programación
La programación de Nickelodeon consiste actualmente -en gran parte- en series dirigidas a niños, adolescentes y preadolescentes, incluyendo series animadas. Pocas veces, también emite películas de televisión.

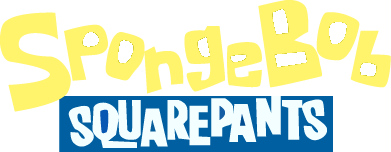
Bob Esponja es la serie más longeva en Nickelodeon

A diferencia de la mayoría de las cadenas generalistas de cable de entretenimiento, Nickelodeon en ocasiones tiene algunos programas en sus intervalos de tiempo designados por segmentos de formato corto que se muestran durante los cortes comerciales de los programas especiales que se extienden de ejecución del programa, a menudo causando la programación fuera del aire de algunos programas. En tales circunstancias, las pausas comerciales son vistos durante algunos programas en Nick@Nite.
Desde 2021, Nickelodeon ha transmitido al menos un partido en vivo de la National Football League al año, producido por la empresa hermana CBS Sports e incorporando elementos exclusivos de la cadena en la transmisión, como el slime verde en la zona de anotación y la cara de Bob Esponja superpuesta en la red de los goalposts. Nickelodeon también transmite el programa semanal NFL Slimetime durante la temporada de la NFL, que incluye gráficos similares.El canal ofreció la primera transmisión alternativa de un Super Bowl en 2024 cuando emitió una transmisión simultánea realizada con la cobertura de CBS, así como con la temática de Bob Esponja.

### Nicktoons

Logotipo de Nicktoons

Nicktoons es un canal hermano de Nickelodeon, en donde se transmiten todas las series animadas, ya sean series originales del canal o series originales de Nick, que llegó a la televisión por cable en 2002. Hasta 1991, las series animadas que salieron al aire en Nickelodeon fueron importados principalmente de países extranjeros, y algunos especiales animados originales también fueron presentados en el canal hasta ese punto. Nicktoons sigue representando una parte importante de la alineación de Nickelodeon, con aproximadamente 6-7 horas que se transmite de lunes a viernes y en torno a nueve horas en fines de semana incluyendo un bloque por la mañana en fin de semana de cinco horas. Desde finales del decenio de 2000, después de que el canal llegó a un acuerdo con DreamWorks Animation en 2006 para desarrollar películas de animación del estudio en serie semanal, ha habido un cambio gradual hacia series Nicktoon utilizando animación por ordenador en tres dimensiones en lugar de la tinta y de la pintura de dos dimensiones tradicionales o digitales, las presentaciones de The Penguins of Madagascar y Fanboy and Chum Chum hacen un reflejo de esto. Este se convirtió en un canal con el mismo nombre en donde pasan o pasaban caricaturas y series como La granja, Invasor Zim, o Sanjay Y Craig entre otros.

### Películas

Logotipo de Nickelodeon Movies

Nickelodeon no transmite películas al aire en forma regular, sin embargo, produce sus propias originales, que por lo general se estrenan en intervalos de tiempo de la noche de fin de semana. El canal transmite ocasionalmente largometrajes producidos por la red de Nickelodeon Movies división de producción de cine (cuyas películas son distribuidas por la empresa hermana Paramount Pictures). Aunque la división de cine lleva el nombre de la marca "Nickelodeon", el canal no tiene acceso a la mayoría de las películas de Nickelodeon Movies lanzadas a través de Paramount. Nickelodeon tiene derechos de transmisión de la mayoría de los largometrajes basados en o que sirvió de base para hacer una serie original producida por el canal (como Barnyard: The Original Party Animals y The SpongeBob SquarePants Movie), la mayoría de las películas de acción en vivo producidas bajo el mando de Nickelodeon Movies, están autorizadas para su emisión por diversos medios de difusión y de televisión por cable en Estados Unidos aparte que en Nickelodeon (aunque la cadena ha transmitido algunas películas de acción en vivo de Nickelodeon como Angus, Thongs, and Perfect Snogging y Good Burger).
Nickelodeon también anuncia episodios de una hora de duración de cada serie original como películas, aunque las versiones de "películas de televisión" de cada serie original de Nickelodeon difieren de las películas hechas para la televisión tradicional, ya que tienen tiempos de ejecución más cortos que un estándar de película hecha para la TV (aproximadamente 45 minutos, en comparación con 75 a 100 minutos de ejecución de minutos que la mayoría de películas de la televisión tienen), y el uso de un tradicional de multicámara, la configuración de los episodios regulares con algún rodaje en locación. Nickelodeon también adquiere periódicamente largometrajes estrenados para su difusión en el canal incluyendo las de Universal Studios como Barbie: A Fashion Fairytale y Turtles Forever (que más tarde fue liberado por Nickelodeon Movies a través de Paramount para el lanzamiento o oficial a DVD), con las películas de Barbie generalmente emitidos bajo un programación negociada en formato Mattel, ellos compran del tiempo para promover el lanzamiento de sus películas en DVD a los pocos días del estreno por Nickelodeon.

## Bloques de programación

### Actuales
- Nick Jr. - Programas actualmente de Nickelodeon que muestra series, especialmente, dirigida a los niños en edad preescolar de lunes a viernes de 8:30 a. m. a 2:00pm ET/PT (7-10 a. m. durante los meses de verano, otros períodos designados en receso escolar y los días festivos).[59] Este bloque se conocía anteriormente como "Nick Jr." entre enero de 1988. Existe el bloque debido al público habitual de Nickelodeon de los niños en edad escolar, el bloque no tiene emisión los fines de semana en cualquier época del año.

### Eventos

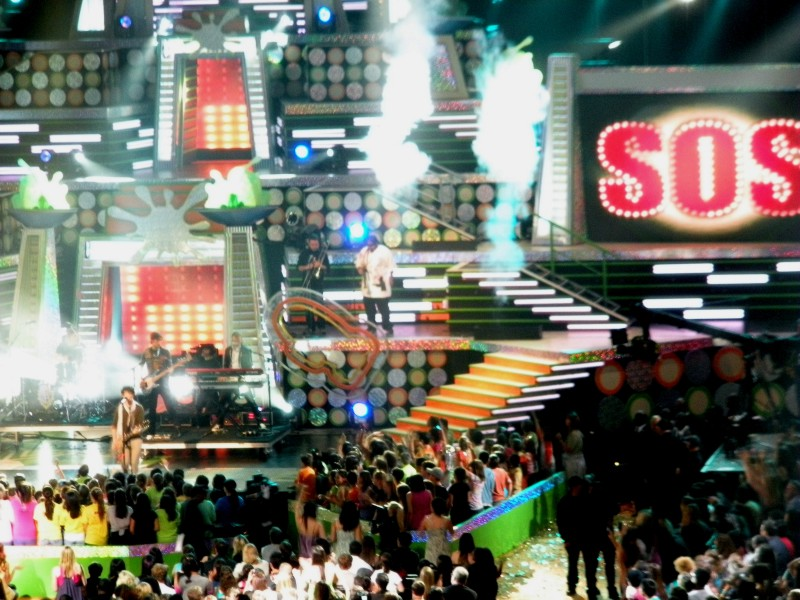
Escenario de los KCA

- Nickelodeon's Kids' Choice Awards - Los Kids' Choice Awards es un evento de 90 minutos de duración en el cual se entregan premios a las series, artistas, películas favoritas de los niños, elegidos mediante votaciones a través de la página web de Nick. Se realiza el último sábado de marzo (antes el primer sábado de abril hasta el año 2008) que se transmiten en vivo por el canal (aunque su emisión es un retraso de 3 horas en el Pacífico, en el Este y en el Centro). Los ganadores son seleccionados ya sean por medio de mensaje de texto o por Internet, en la página oficial de Nick. El espectáculo cuenta con invitados famosos como anfitriones y presentadores, y cuenta con la actuación de dos o tres números musicales. Los personajes famosos y el público son, comúnmente, embarrados con una sustancia en color verde llamada "Slime" en varios puntos dentro de la entrega de premios. Desde la transmisión en 2009, algunos famosos presentan acrobacias en grandes autos y motos dentro de un gran charco lleno de slime. Bob Esponja tiene actualmente el mayor número de victorias como "Caricatura favorita" y Rosie O'Donnell como la mayor anfitriona.
- Worldwide Day of Play - "Worldwide Day of Play" es un evento anual emitido los sábados de septiembre por la tarde, que inició sus transmisiones el 2 de octubre de 2004, con motivo de la conclusión de la campaña "Let's Just Play", que inició el mismo año, los cuales están influidos a que los niños hagan ejercicio y participar en actividades al aire libre, también se alientan a las escuelas y organizaciones educativas para albergar eventos locales para promover la actividad entre los niños. Nickelodeon y sus respectivos canales hermanos (Nick Jr., TeenNick y Nicktoons) y algunos canales internacionales de Nickelodeon suspenden la programación durante un período de tres horas 12pm a 3pm ET/PT (durante el cual se muestra un mensaje en pantalla que anima a los espectadores a participar en actividades al aire libre durante ese tiempo y se les notifica que los canales se reanudarán en su programación normal a las 3pm ET/PT). Desde 2010, "Worldwide Day of Play" se convirtió en parte del programa de "The Big Help", como parte de un enfoque agregado sobre estilos de vida saludables, además de enfoque principal del programa sobre temas ambientales. Nuevos episodios de series de Nickelodeon son comúnmente estrenados durante el horario estelar del sábado por la noche.

### Bloques de programas de Nickelodeon en otros canales
El 9 de noviembre de 1998, las versiones en español de Rugrats, Aaahh! Real Monsters, ¡Oye, Arnold!, La vida moderna de Rocko, Kablam! y Las pistas de Blue debutaron en Telemundo. Estos programas de Nickelodeon fueron vistos por Telemundo de lunes a viernes hasta el 5 de septiembre de 2000, cuando fueron relegados sólo en fines de semana, para dar lugar a un programa de noticias de la mañana; la formación de Telemundo cae en noviembre de 2001, después de que NBC compró esa red. El 14 de septiembre de 2002, un bloque de dos horas, con Las pistas de Blue, Dora, la exploradora, Little Bill, As Told by Ginger, Los Thornberrys, Rugrats, ¡Oye, Arnold! y Pelswick debutaron en la mayoría de las estaciones de CBS. Luego, en 2005, un bloque de dos horas con Nick Jr. fueron mostrados en la mayoría de los canales de CBS hasta septiembre de 2006, después de la división de Viacom-CBS. En abril de 2008, Dora the Explorer, Go, Diego, Go! y Pinky Dinky Doo de Nick Jr. fueron comprados por Univision, transmitidos en un bloque llamado Planeta U. La cadena hermana de Nickelodeon, TeenNick ejecuta un bloque nocturno llamado The '90s Are All That, que se estrenó el 25 de julio de 2011 debido a la popularidad en década de 1990 con series como All That, Rugrats, El show de Amanda, Doug y más, con una duración de 2 horas.

## Otros canales y servicios

### Nick at Nite

Nick at Nite (estilizado como Nick@Nite) es un servicio de Nickelodeon nocturno de programación, que se estrenó el 1 de julio de 1985, y las emisiones de domingo a viernes de 9pm a 7am y los sábados de 10pm a 7am (ET/PT). Originalmente con comedias clásicas de los años 1950 y 1960 como The Donna Reed Show, Mr. Ed y The Adventures of Ozzie and Harriet, también se transmite comedias populares de los años 1980 y principios de 2000, como, The Cosby Show y Roseanne.
Los programas actualmente al aire en Nick at Nite son: George Lopez, Yes, Dear, Friends, My Wife and Kids, Full House, La niñera y See Dad Run. En 1996, la programación más original de Nick at Nite fue trasladada a un nuevo canal denominado TV Land, que actualmente transmite una variedad de espectáculos mayores, principalmente comedias de los años 1950 hasta los años 2000. Nuevas series de su canal hermano TV Land se transmiten como López, Younger, Teachers, Impastor y The Jim Gaffigan Show.

### Canales hermanos actuales

#### Nicktoons

Este canal debutó el 1 de mayo de 2002 y es mejor conocido como Nicktoons TV desde su lanzamiento, hasta mayo de 2003 y como Nicktoons Network desde 2005 hasta septiembre de 2009. Nicktoons emite series animadas clásicas y originales de Nickelodeon como Invasor Zim, Jimmy Neutron: Boy Genius, My Life as a Teenage Robot y Rugrats, así como también series más recientes como Bob Esponja, Los padrinos mágicos, Sanjay y Craig, Robot and Monster, entre otras. Actualmente, también emite series de acción en vivo como The Troop y Supah Ninjas durante las horas de la noche y por la mañana, y también se transmiten series animadas producidas exclusivamente para el canal y actuales. Es un canal separado de televisión por cable.

#### Nick Jr.

Este canal de televisión de los Estados Unidos es dirigido a niños de edad preescolar, lanzado originalmente como una empresa conjunta entre MTV Networks y Children's Television Workshop (ahora Sesame Workshop), antes de Sesame Workshop optó por salirse de la empresa en el año 2002, sólo se ha de programar promociones y asegurar patrocinios de estilo en lugar de comerciales regulares (aunque aparece la publicidad tradicional en el canal en el bloque nocturno "Nickmom") y se realiza por lo general en un nivel de cable digital y los niveles básicos de los proveedores de satélite. La programación de Nick Jr. consiste en la programación preescolar orientado también visto en "Nick Play Date", un bloque de Nickelodeon, donde se transmiten series originales a exclusiva para el canal y algunos shows interrumpidos, vistos en el antiguo bloque Nick Jr. de Nickelodeon.
Originalmente el lanzamiento fue el 2 de febrero de 1999, y sobre la base de la antigua Noggin - que fue lanzado a partir de 2002, el espacio de canal fue compartido con el canal adolescente orientado a The N (ahora TeenNick, y que funciona como un canal independiente de Nick Jr. desde el 31 de diciembre de 2007), el canal se marcó de nuevo como Nick Jr. el 28 de septiembre de 2009. El canal lleva el nombre del ex bloque Nick Jr. que tranmitía programas preescolars originales de Nickelodeon, que corría por la mañana entre la semana entre enero de 1988 a febrero de 2009. A diferencia de otros canales de Nickelodeon de Estados Unidos, con excepción de los programas durante la noche y por la mañana al aire en Nicktoons, los créditos de cierre completos se ven en los programas al aire en Nick Jr. (secuencias de créditos genéricos son utilizados por Nickelodeon, TeenNick y el resto del tiempo, en Nicktoons). Desde 2012, Nick Jr. transmite un bloque de cuatro horas de programa nocturno dirigido a madres, llamada Nickmom; este bloque fue polémico en su inicio debido a su contenido de programación más indulgente (que incluye groserías, un poco de humor crudo y referencias sugerentes) en comparación con lo permitido en Nick Jr. durante el resto de su programación, especialmente en Nick Jr., opera una fuente singular de explotación al horario del Este, lo que se traduce en el bloque Nickmom transmitirse al mismo tiempo en todas las seis zonas horarias de EE. UU. (que se está emitiendo ya en Hawái a las 5:00pm).

### TeenNick

Este canal de televisión en los Estados Unidos está dirigida a un público adolescente, y se lleva a cabo normalmente en un nivel por cable digital y los niveles básicos de los proveedores de satélite. TeenNick, que cuenta con los estándares del programa más relajado que los otros canales de Nickelodeon (con excepción de Nick at Nite y el bloque Nickmom en Nick Jr.) que permiten la profanidad moderada, diálogos sugerentes y algunos contenidos violentos (aunque las series de Nickelodeon y algunos programas fuera de la red a transmitirse en el canal no incluyen este tipo de contenido), una vez compartida la noche y el período de tiempo durante la noche a diario con Noggin como The N (de una manera similar a Nickelodeon y Nick at Nite) partiendo de lanzamiento inicial de The N el 1 de abril de 2002, pero el 31 de diciembre de 2007, se hizo cargo de transpondedor de satélite de Nickelodeon GAS y se convirtió en un canal independiente. El canal fue renombrado como TeenNick (con el actor, comediante y rapero Nick Cannon como su "presidente") el 28 de septiembre de 2009.
El canal lleva el nombre del antiguo bloque TEENick, un bloque de fin de semana por la noche que transmitía nuevos episodios de series de acción en vivo de Nickelodeon, que salió al aire entre julio de 2000 hasta febrero de 2009. La serie estrella del canal es el drama adolescente canadiense llamada Degrassi, que se ha transmitido ininterrumpidamente en el canal desde el año 2003 en The N, dos años después de su debut oficial en cable, fue transmitida por el canal canadiense CTV; TeenNick también transmite repeticiones de series de Nickelodeon actuales y antiguos, y adquirió algunas comedias y series de ficción. El canal ha transmitido algo de programación original en el pasado, de manera más prominente, mientras que se conocía como The N, a pesar de que series producidas exclusivamente para TeenNick, han estado ausentes desde el cambio de marca de los años 2009 (a excepción de la serie de breve duración en 2011, Gigantic). El 25 de julio de 2011, TeenNick comenzó a transmitirse The '90s Are All That, un bloque de programación con los programas más populares de Nickelodeon entre 1990 y principios de 2000, apuntando gran éxito en el canal.

#### Nick Rewind
Originalmente llamado Nick Splat, es un bloque donde se emiten series animadas y de acción en vivo de la década de 1990, como Clarissa Explains It All, Las aventuras de Pete y Pete, Ren y Stimpy, Are You Afraid of the Dark?, CatDog, Salute Your Shorts, Doug y Kenan & Kel. Salió al aire el 5 de octubre de 2015.

### NickMusic
Canal musical donde se emiten 24 horas de videos musicales de artistas juveniles del momento, incluyendo artistas exclusivos del canal, inició sus transmisiones el 9 de septiembre de 2016 reemplazando a MTV Hits en Estados Unidos y a VH1 MegaHits en Latinoamérica.
Una versión en los Países Bajos se lanzó en 2007 bajo el nombre de Nick Hits. En 2017 fue renombrada como NickMusic. Posteriormente se expandió a Europa. También se ha lanzado una versión australiana.

### TV Land
Es un canal de cable que se basa en el bloque Nick at Nite (y se realiza por lo general en los niveles básicos de cable y proveedores de satélite), TV Land debutó el 29 de abril de 1996, y la programación de la televisión es clásica, emitida a partir de series de la década de 1950 y 1970. A partir de 2004, TV Land se trasladó a una programación más moderna, como reality shows y comedias a partir de 1990. En 2007, TV Land creó un bloque de programación llamado "TV Land PRIME", que se transmitía de 9 p. m. a 12 a. m. ET/PT hasta que se interrumpió en 2011 y fue dirigido a los adultos mayores de 40 a 55 años de edad. Desde 2008, TV Land ha incorporado la programación original en su lista, los conocidos son la mayoría de las comedias que comenzaron al aire en el canal a partir de 2010, como Hot in Cleveland, The Exes y Happily Divorced. En 2006, TV Land comenzó a operar por separado de Nick at Nite, aunque Viacom sigue funcionando el canal como parte de su división de Viacom Media Networks.

### Nick HD

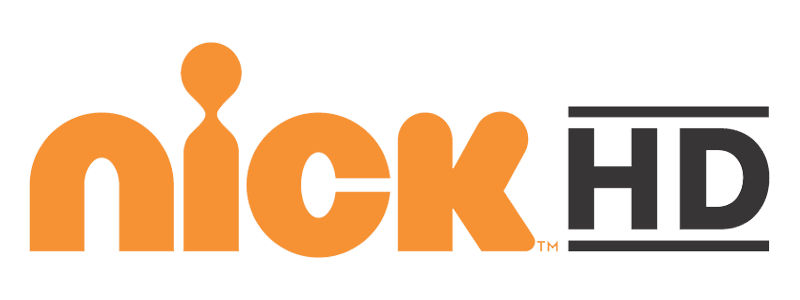
Nick HD

Nick HD es el nombre en el aire de un canal por Nickelodeon para transmitir un horario limitado de programación, principalmente de la red después de 2008, y gran parte de la programación de Nick @ Nite creado para la presentación de alta definición a partir de 2000 o antes comedias filmadas remasterizada en HD, en alta definición 1080i, que es transportado por la mayoría de los proveedores de cable importantes de Estados Unidos en un horario de transmisión en que los programas sobre la base de un oriental / central y un horario del Pacífico / Montaña.

### Nick 2

Logo Nick 2

Nick 2 es el nombre en el aire para una alimentación proporcionada por Nickelodeon para los proveedores de cable digital, brindándole a los televidentes, según la ubicación geográfica, una segunda oportunidad para ver la programación de tres horas después de su emisión en la costa este de alimentación en las zonas horarias del este y central, o para ver el show antes de tiempo de tres horas antes de la emisión original en la costa oeste en el Pacífico. La red fue ofrecido originalmente como parte del "MTV Networks Digital Suite", que tenía la intención de ofrecer a los proveedores de cable digital los canales exclusivos que no se ofrecen a los proveedores de satélite (aunque la mayoría de estos canales de aire hacen ahora sobre esos servicios también), y es actualmente el único ejemplo de dos alimentos proporcionados por proveedores de cable y de IPTV que ofrece a sus clientes. Nick 2 no ofrece actualmente una fuente de alta definición.

### Canales hermanos antiguos

#### Nickelodeon Games and Sports for Kids
Nickelodeon Games and Sports for Kids (comúnmente conocido en el uso al aire como Nickelodeon GAS o Nick GAS), fue un canal de cable digital de América que se lanzó el 1 de marzo de 1999, como parte de la suite de la tecnología digital de otros canales por cable de MTV Networks. Nick GAS era esencialmente una versión para niños de shoe de juegos, que se había puesto en marcha en diciembre de 1994. El canal cesó sus operaciones el 31 de diciembre de 2007.

## Experiencias

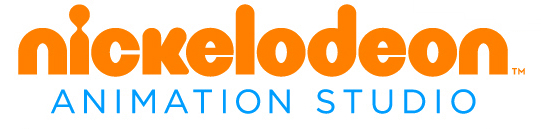
Nickelodeon Animation Studio

### Nickelodeon Universe
Nickelodeon Universe en el Mall of America es el más grande en la puerta del parque temático de América. El 18 de agosto de 2009, Nickelodeon y Southern Star Amusement anunciaron que el segundo Universo Nickelodeon se encuentra en Nueva Orleans, Luisiana y tienen una fecha de apertura provisional a finales de 2010. Fue creada para ser el primero al aire libre Nickelodeon Universe parque temático, pero el 9 de noviembre de 2009, Nickelodeon anunció que había terminado el acuerdo de licencia con Southern Star Amusements.

### Nickelodeon Animation Studio
Nickelodeon Animation Studio (anteriormente conocido como Games Animation) es una empresa de producción con dos ubicaciones principales: una, en Burbank (California) y la otra, en la ciudad de Nueva York). Sirven como instalaciones de animación para muchas de las series Nicktoons y Nick Jr. de la cadena.

### Nickelodeon on Sunset
Nickelodeon on Sunset, ubicado en Hollywood (California), que sirve a la planta principal del estudio de la serie de Nickelodeon, el estudio, antes conocido como el Earl Carroll Theater y designado por el Registro Nacional de EE. UU. de Lugares Históricos como un hito histórico, como resultado de su previa existencia como un teatro de la cena importante, se ha desempeñado como las instalaciones de producción para varias series de Nickelodeon incluyen: iCarly (hasta que la serie se mudó a Sunset Bronson Studios por su quinta temporada), All That (de 2002 a 2005, fue producido en Nickelodeon Studios en Orlando, Florida en los años anteriores), Victorious y Sam & Cat.

### Hoteles

Nickelodeon Suites

- Nickelodeon Suites Resort fue un hotel Nickelodeon-temático en Orlando, Florida, situada cerca del centro turístico de Universal Studios y de un centro turístico de Disney World del fromWalt de la milla (1.6 kilómetros). La propiedad incluye uno, dos, y tres habitaciones Nick-temáticos para los niños. Los suites de Nickelodeon también contienen a una habitación Nick@Nite para los adultos. Abrió en 2005. El 1 de junio de 2016 dejó de operar como Nickelodeon y fue restaurado por Holiday Inn.
- Nickelodeon Resorts by Marriott eran una cadena de hoteles propuesta similar a los suites antedichos de la familia, ofreciendo una zona del waterpark de 110 000 pies cuadrados (10 000 m²) y 650 habitaciones de hotel. Anunciada en 2007,[67] la primera ubicación era abrirse en San Diego en 2010 pero fue cancelada en 2009.[68]
- Nickelodeon Resort Punta Cana es un hotel Nickelodeon-temático Todo incluido en República Dominicana. La propiedad incluye uno, dos, y tres habitaciones Nick-temáticos para los niños. Los suites de Nickelodeon también contienen a una habitación Nick@Nite para los adultos. Este hotel incluye un parque de agua y una ducha se slime.
- Nickelodeon Resort Riviera Maya ubicado cerca de Cancún, Quintana Roo, México.

### Cruceros
Nickelodeon en el mar es una serie de paquetes Nickelodeon-temáticos del crucero en colaboración con la naviera Norwegian Cruise Line. Estos cruceros ofrecen amenidades especiales y el entretenimiento temáticos a las diversas propiedades de Nickelodeon. Norwegian Cruise Line también recibirá algunos cruceros de Nickelodeon en sus barcos Norwegian Jewel y Norwegian Pearl, el acontecimiento se conoce como “Nickelodeon en el mar”.

## Media

### Nick.com
Nick.com es el principal portal en línea de Nickelodeon; la página web fue puesta en marcha en octubre de 1995. Proporciona, tanto los videoclips como los episodios completos de las series de Nickelodeon. La página web era inicialmente accesible solamente a través de America Online, pero más adelante estuvo disponible para todos los proveedores de servicios de Internet. A partir de ahí la popularidad de la web creció y en marzo de 1999, Nick.com se convirtió en la web mejor clasificada entre los niños de 6 a 14 años. Nickelodeon utilizó la página web para ayudar a sus programas de televisión a aumentar su share. En 2001, Nickelodeon se asocia con Networks Inc. para proporcionar videojuegos de banda ancha a través de Nick.com; esta estrategia fue otro paso en la dirección de las multimedias que los desarrolladores quisieron tomar la página web. Skagerlind indicó que sobre el 50% de la audiencia de Nick.com utilizaba una conexión de alta velocidad, lo que permitió ampliar las opciones del juego en la página web. Para acompañar el contenido de banda ancha, se creó TurboNick, que inicialmente era un panel móvil que mostró el contenido de banda ancha en Nick.com.

### Nickelodeon Movies
Nickelodeon Movies es el ala de producción cinematográfica del canal fundado en 1995, sus películas son lanzadas por la compañía de Paramount Pictures, hermana de Nickelodeon. La primera película estrenada por el estudio fue Harriet la espía en 1996. Nickelodeon Movies ha producido películas basadas en los programas animados del canal incluyendo la película Rugrats y Bob Esponja: la película, así como otros proyectos de adaptación y originales en versión animada y real.

### Nickelodeon Magazine
Nickelodeon Magazine fue lanzada por el canal en 1993, después de un esfuerzo efímero a partir de 1990. Contuvo pedazos informativos de la no-ficción, humor, entrevistas, bromas, recetas (tales como torta verde del limo), y una sección del cómic en el centro que ofrecía los tebeos originales llevando dibujantes así como tiras subterráneos sobre Nicktoons popular. En julio de 2009, Nickelodeon, en respuesta a una industria muy afectada de la revista, anunció que cerraría a Nick Magazine después de 16 años; el problema final fue publicado en diciembre de 2009.

### Nick Radio
Nick Radio es una estación de radio creada por Nickelodeon (con Viacom) a través de una asociación con Clear Channel Communications, fue lanzado el 30 de septiembre de 2013. A diferencia de la competencia Radio Disney, que se distribuye principalmente a través de estaciones de radio afiliadas, Nick Radio se distribuye principalmente a través de la plataforma web iHeartRadio de Clear Channel y aplicaciones móviles, y su programación también se transmite a través de la página web Nick.com. Nick Radio centra en Top 40 de música (orientado hacia el público objetivo de la red de niños y adolescentes, con la radio ediciones de algunas canciones incorporadas debido a problemas con el contenido inapropiado de una canción), junto con las características de entrevistas de celebridades. Además de regular en el aire DJs, Nick Radio también ofrecerá ocasionalmente invitados de DJ. Actualmente, Nick Radio transmite música de sus estrellas, como Ariana Grande, Miranda Cosgrove, Victoria Justice, Drake Bell, Max Schneider, Jennette McCurdy, Big Time Rush, One Direction, Austin Mahone, Justin Bieber, entre otros artistas más.

## Internacional
En 1995, Nickelodeon sólo tenía canales internacionales en el Reino Unido, Australia y Alemania, además de la cadena estadounidense insignia, pero había creado bloques o poner sus programas en otros bloques en 70 países. Desde mediados de la década de 1990 y principios de 2000, Nickelodeon, como marca, se ha expandido a incluir lenguaje o cultura específicos de canales de Nickelodeon para varios otros territorios en diferentes partes del mundo, incluyendo en Europa, Medio Oriente, Rusia, Asia, Latinoamérica y recientemente en Canadá, y ha autorizado algunas de sus caricaturas y otros contenidos, en inglés y en los idiomas locales, a las estaciones de televisión y cable, como KI.KA y Super RTL en Alemania, RTÉ Two (hablado en Inglés) y TG4 (hablado en irlandés) en Irlanda, YTV (en Inglés) y Vrak.TV (en francés) en Canadá, Canal J en Francia, Alpha Kids en Grecia, CNBC-e en Turquía y en Canal 5 (hablado en español en México).
Una versión en japonés del canal había existido también, pero fue cerrado en 2009, aunque su página web permanece en línea. En septiembre de 2010, Nickelodeon Japón ahora se transmite en bloque en Animax, llamado Nick Time. En el año 2018 la versión japonesa regresó como canal.
Nickelodeon lanzó canales específicos para Serbia y Eslovenia en abril de 2013.

### España y Portugal
El canal fue lanzado en España el 27 de marzo de 1999 como una señal localizada del canal infantil estadounidense Nickelodeon.
El 1 de junio de 2005, una señal del canal Nickelodeon de Europa Central fue lanzada para su emisión en Portugal, con una pista de audio en portugués y comerciales locales limitados.
El 1 de septiembre de 2009, el canal portugués empezó a retransmitir la señal de Nickelodeon España, por lo que se crean dos subseñales para estos países solamente para promociones del canal y comerciales respectivos; sin embargo, durante la emisión de programación, las subseñales emiten en simultáneo.
En 2010, el canal estrena un nuevo paquete gráfico con la inclusión de un nuevo logotipo y nuevas cortinillas.
El 22 de noviembre de 2012, Nickelodeon cambió su relación de aspecto de 4:3 a 16:9.
El 15 de enero de 2015, el canal lanzó su propia señal en HD, la cual comenzó a ser distribuida por Canal+ (actualmente Movistar+). Es una versión de la subseñal española del canal en alta definición, solamente disponible para España.[cita requerida]

### Región Asía-Pacífico
El 11 de octubre de 2006, la subsidiaria de Viacom, MTV Networks Asia Pacific creó una nueva unidad para manejar Nickelodeon Asia Sudoriental a TV con sede en Singapur. Nickelodeon fue lanzado en Singapur y amplió sus servicios en el sudeste de Asia, el sur de Asia y Polinesia. En la actualidad, Nickelodeon Filipinas, Nickelodeon Pakistán y Nickelodeon India comenzaron a trabajar de forma independiente. Comenzaron su nueva página web, Nicksplat.com en 2003. El 1 de abril de 2011, Nickelodeon lanzó un feed dedicado en Filipinas.
En la India, Nickelodeon está disponible en el ramo Una Alianza, a través de Dish, en servicios DTH Tata Sky televisión. En Filipinas, se encuentra disponible en el oro SkyCable, Plata y Platino canal 45, Sun Cable canal 34 y el canal de destino Cable Global 52. En Hong Kong, está disponible ahora en la TV, mientras que en Malasia, está disponible a través de más de Astro Canal 612. En Singapur, está disponible a través de StarHub TV y en Indonesia, Nickelodeon está disponible en el canal Astro Nusantara 14, Global TV, un canal de televisión en abierto, y también se transmite en el canal Indovision 33. En Pakistán, Nickelodeon está disponible en PTCL Smart TV, worldcall CATV y Redes del Sur, así como en el satélite Pakistán Paksat-1.
Una versión Saudita de Nickelodeon Arabia ha sido relanzado en 2008, en países como Arabia Saudita, Egipto, Emiratos Árabes Unidos y Líbano. De 1996 a 2002, lo que solía ser Showtime Arabia y los servicios de la órbita del satélite, fue eliminado para establecer Nickelodeon. La versión polaca de Nickelodeon se ha puesto en marcha el 10 de julio de 2008 en la plataforma N, en sustitución de una alimentación polaca de Nickelodeon Rusia que fue prohibido en 2002.

### Canadá
En septiembre de 2009, Corus Entertainment, propietaria de YTV y Treehouse TV, anunció la realización de Nickelodeon Canadá el 2 de noviembre de 2009. Antes de eso, y desde entonces, YTV ha servido como una toma de facto para la programación de Nickelodeon en Canadá, y también marcas de un bloque de la mañana del domingo llamado "Nickelodeon Sunday".

### Latinoamérica
La señal latinoamericana de Nickelodeon fue lanzada en 1996.
En Ecuador, desde 2011, el canal Teleamazonas tiene dos espacios de programación exclusiva de Nickelodeon llamados SuperNick, un bloque matutino del Sábado, y OiE!, un bloque vespertino de los días sábados y domingos en todo el país, excepto Guayaquil. Así mismo, el canal Citytv en Colombia transmite un programa llamado Nick City, donde se transmiten algunas de las series más exitosas y populares de Nickelodeon dentro del canal local de televisión abierta en Bogotá, y en el resto del país se emite a través de varias operadoras de cable.